# Naturschutzgebiet Fürstenberg (Xanten)
Koordinaten: 51° 38′ 48″ N, 6° 28′ 24″ O
Das Naturschutzgebiet Fürstenberg (Xanten) liegt auf dem Gebiet der Stadt Xanten im Kreis Wesel in Nordrhein-Westfalen.
Das Gebiet erstreckt sich südöstlich der Kernstadt von Xanten entlang der am östlichen Rand des Gebietes verlaufenden B 57. Nördlich verläuft die Landesstraße L 480 und westlich die Kreisstraße K 23. Östlich erstreckt sich das etwa 1053 ha große Naturschutzgebiet Bislicher Insel.

## Bedeutung
Das etwa 47,9 ha große Gebiet wurde im Jahr 1969 unter der Schlüsselnummer WES-008 unter Naturschutz gestellt. Schutzziele sind
- die Erhaltung eines Laubholzwaldes auf geomorphologisch markantem Stauchmoränenwall insbesondere als Lebensraum für eine artenreiche Tierwelt (alt- und totholzbewohnende Arten) mit Vorkommen vieler gefährdeter Arten (z. B. Saatkrähenkolonie) sowie
- der Schutz und die Erhaltung historisch bedeutsamer Baurelikte (römisches Lager, Benediktinerkloster Fürstenberg).[3]